# Urgleptes hummelincki
Urgleptes hummelincki là một loài bọ cánh cứng trong họ Cerambycidae.